# Вест Сити (Илиноис)
Вест Сити (енгл. West City) град је у америчкој савезној држави Илиноис.

## Демографија
По попису из 2010. године број становника је 661, што је 55 (-7,7%) становника мање него 2000. године.
| Група             | 2000.       | 2010.       |
| Белци             | 693 (96,8%) | 611 (92,4%) |
| Афроамериканци    | 4 (0,6%)    | 1 (0,2%)    |
| Азијати           | 1 (0,1%)    | 12 (1,8%)   |
| Хиспаноамериканци | 3 (0,4%)    | 26 (3,9%)   |
| Укупно            | 716         | 661         |